# شعبية الجفارة
الجفارة أو الجفارة (عربي: الجفارة الجفارة) هي إحدى مناطق ليبيا ، في منطقة طرابلس التاريخية. عاصمتها وأكبر مدنها هي العزيزية. تحدها طرابلس في الشمال الشرقي وشعبية الجبل الغربي في الجنوب وشعبية الزاوية في الغرب.
من عام 2001 إلى عام 2007 ، تألفت الجفارة من عشرين مؤتمرًا شعبيًا أساسيًا.  في عام 2007 تم توسيعه بإضافة أربعة مؤامرات شعبية من منطقة طرابلس  ، ويتألف حاليًا من أربعة وعشرين مؤتمرًا شعبيًا أساسيًا.
حسب تعداد عام 2012 ، بلغ مجموع السكان حوالي 157,747 نسمة ، منهم 150,353 ليبيًا. بلغ متوسط حجم الأسرة في الدولة 6.9 ، في حين بلغ متوسط حجم الأسرة لغير الليبيين 3.7. بلغ عدد الأسر في المنطقة 22,713 أسرة ، منها 20907 أسرة ليبية. وبلغت الكثافة السكانية للحي 1.86 نسمة / كم 2. حسب تعداد عام 2006 ، بلغ عدد الناشطين اقتصاديا في المنطقة 163،882 نسمة.

## أهم المدن
- سواني بن آدم
- جنزور
- العزيزية
- الزهراء
- النجيلة
- سيدي السائح
- عقبة بن نافع
- تاجوراء المركز
- تاجوراء الجنوبي
- شهداء تاجوراء
- سوق الخميس أمسيحل
- اسبيعة
- العواته
- شهداء عين زارة الجنوبي
- عين زارة الجنوبي

## أهم المناطق داخل المحافظة
- جنزور
- بئر ترينة
- الزهراء المدينة
- الجليدة
- الزهراء الغربية
- العزيزية
- المعمورة
- العامرية
- الناصرية الشرقية
- الناصرية
- السواني
- شهداء عبد الجليل
- جنزور الوسط (المشاشطة)
- جنزور الغربية ( سيدي عبد اللطيف )
- سواني بن أدم والكريمية
- الغيران
- الطويبية
- حي المجاهد انجيلة
- الحشان
- صياد
- جنزور المركز
- جنزور الشرقية
- الماية
- السراج
- سيدي عبد اللطيف
- العريوي

## وصلات خارجية
- خبار بلادي .. ليبيا .. شعبية الجفارة